# Clearco I de Heracleia Pôntica
Clearco (em grego:  Kλέαρχoς; ca. 401 a.C. — 353 a.C.) foi um tirano da Heracleia Pôntica.
Natural de Heracleia Pôntica, ele tornou-se tirano  do ano da 104a olimpíada, e governou por doze anos. Sua tirania foi semelhante à de Dionísio I de Siracusa.
Ele foi assassinado quando assistia a um festival de Dionísio, e foi sucedido por seu filho Timóteo  ou pelo seu irmão Sátiro.
Clearco teve dois filhos, Timóteo e Dionísio; Dionísio foi o sucessor de Timóteo.